# Karl Malmström
Karl Fritiof Malmström (ur. 27 grudnia 1875 w Göteborgu, zm. 6 września 1938 tamże) – szwedzki skoczek do wody.
W 1908 wystartował na igrzyskach olimpijskich, na których zdobył srebrny medal w skokach standardowych z wieży z notą finałową 78,73 pkt. Wystąpił także w skokach z trampoliny, ale odpadł w pierwszej rundzie, zajmując 4. miejsce w swojej grupie eliminacyjnej.